# Allothele regnardi
Espèce
Synonymes
- Euagrus regnardi Benoit, 1964

Allothele regnardi est une espèce d'araignées mygalomorphes de la famille des Euagridae.

## Distribution
Cette espèce se rencontre au Congo-Kinshasa dans les provinces de Lualaba et du Haut-Katanga et en Angola,.

## Description
La carapace du mâle holotype mesure 4,8 mm de long sur 4,0 mm.

## Systématique et taxinomie
Cette espèce a été décrite sous le protonyme Euagrus regnardi par Benoit en 1964. Elle est placée dans le genre Allothele par Coyle en 1984.

## Étymologie
Cette espèce est nommée en l'honneur d'A. Regnard.

## Publication originale
- Benoit, 1964 : Dipluridae de l'Afrique Centrale.-I. (Araneae - Orthognatha). Genres Evagrus Ausserer et Thelechoris Karsch. Revue de Zoologie et de Botanique Africaines, vol. 70, p. 417-426.